# Bouteloua gracillis
Bouteloua gracillis là một loài thực vật có hoa trong họ Hòa thảo. Loài này được (Kunth) Griffiths mô tả khoa học đầu tiên năm 1912.